# Istenember
Az istenember (görög: Θεάνθρωπος Theanthropos; latin: Deus homo) utalhat egy istenség megtestesülésére vagy az azzal való egyesülésre. A kereszténységben Jézus Krisztust jelöli; így az európai kultúrában elsősorban a keresztény teológia egyik fogalma.

## Kereszténység
Jézus Krisztus nagymértékben félrevezető elnevezése, amely azt sejteti mintha a megtestesülésben valamiféle keveréklény vagy egy külsődlegesen összetett lény – félig ember, félig isten – jött volna létre. Hasonlóan félrevezető az "Isten emberré válása" kifejezés, mintha Isten átváltozott volna emberré.
A keresztény hit számára a khalkédóni zsinat krisztológiai kijelentése a mértékadó, mely szerint Jézus Krisztusban istenség és emberség "keveredés nélkül, változás nélkül, elszakíthatatlanul és megosztás nélkül" egyesül. 
A communicatio idiomatum  Krisztus két természetének, az isteni és az emberi természetnek belső közössége olyan módon, hogy a két természet kölcsönösen közli egymással tulajdonságait. A nesztorianizmus idejében jele volt az igazhitűségnek. Ugyanis a communicatio idiomatum-t csak az használhatja, aki vallja, hogy Jézusban az isteni és az emberi természet egy személyben egyesültek. 
Ezen nézetet a reformáció korában, midőn az úrvacsora tan felett katolikusok és protestánsok, még inkább a lutheránusok és a helvét reformátorok között heves harcok folytak, felhasználták s továbbfejlesztették a lutheránus teológusok, főként Brenz délnémet teológus, azon érvvel támogatván a lutheri úrvacsorai tant, hogy mivel Krisztusban az isteni természet sajátságai - tehát a mindenütt jelenvalóság is - közöltetett az emberi természettel, ennélfogva ez is mindenütt jelenvaló és bár a kenyér és bor az úrvacsorában megmarad kenyérnek és bornak, de azért azzal, vagy abban Krisztus teste és vére adatik.  

## India
Indiában egy köznyelvi kifejezés, amelyet a karizmatikus gurukra használnak, akiket a körülöttük kialakult kultusz miatt gyakran félistenszerű alakká emelnek. Állítják róluk, hogy rendelkeznek olyan paranormális erőkkel, mint például a spirituális gyógyítás képessége, a jövőbeli események látásának vagy befolyásolásának képessége vagy a gondolatolvasás képessége.
Az istenembereket különleges emberi lényként tisztelik a követőik. Néhány istenember a spiritualitás hagyományos iskoláihoz kötődik, de gyakran nem tartoznak semmilyen vallási irányzathoz. Az elmúlt évtizedekben sok istenember szerzett követőket Indián kívül is.
Szatja Szái Bába (1926–2011) jelentős volt köztük, nagyon sok követővel. Osho (1931–1990) körül is hatalmas mozgalom alakult ki, de őt még egykori közeli hívei közül is sokan bukott istenként titulálják.
Vannak női guruk is, akiket isteninek vagy szentnek tartanak; ezek: Mirra Alfassa (1878–1973), Anandamayi Ma (1896–1982), Mata Amritanandamayi (1953–), vagy Míra anya (1960–).